# 트라이얼 앤 에러
《트라이얼 앤 에러》(영어: Trial & Error)는 2017년부터 2018년까지 방영된 미국의 시트콤이다.